# Herbert Hoover National Historic Site
Pour les articles homonymes, voir Herbert Hoover.
Le Herbert Hoover National Historic Site est une aire protégée américaine à West Branch, dans l'Iowa. Classé National Historic Landmark dès le 23 juin 1965, ce site historique national qui protège un ancien domicile d'Herbert Hoover a été créé le 12 août 1965 et est inscrit au Registre national des lieux historiques depuis le 15 octobre 1966.